# Antoine Duléry
Antoine Duléry, né le 14 novembre 1959 à Paris, est un acteur, scénariste, dialoguiste et imitateur français.

## Biographie
Petit-fils d'Albert Duléry, tragédien et pensionnaire de la Comédie-Française sous le nom de scène d'Albert Reyval, fils de Jacques Duléry, directeur d'exportation puis peintre et poète lors de sa retraite, et d'Annick Mathieu. Antoine a un frère aîné Michel, publicitaire.
Il se consacre au dessin jusqu’à l’âge de quinze ans. Antoine, fan de Jean-Paul Belmondo, suit les traces de son aïeul et après une formation au Cours Florent sous la direction de Francis Huster, il débute en 1980 une carrière au théâtre, notamment dans la Compagnie Renaud-Barrault après avoir échoué plusieurs fois au concours d’entrée au Conservatoire. Sa carrière se prolonge également à la télévision et au cinéma.
En 1996, il réalise son rêve en donnant la réplique à Jean-Paul Belmondo dans la pièce La Puce à l'oreille.
Au cinéma, il s'illustre dans plusieurs films de Claude Lelouch : Tout ça… pour ça !, Les Misérables, Hommes, femmes, mode d'emploi… mais aussi dans Jean-Philippe de Laurent Tuel, Mariages ! de Valérie Guignabodet ou encore les très populaires Camping et Camping 2 de Fabien Onteniente. Il joue également dans tous les films de sa compagne Pascale Pouzadoux dont Toutes les filles sont folles et La Dernière Leçon.

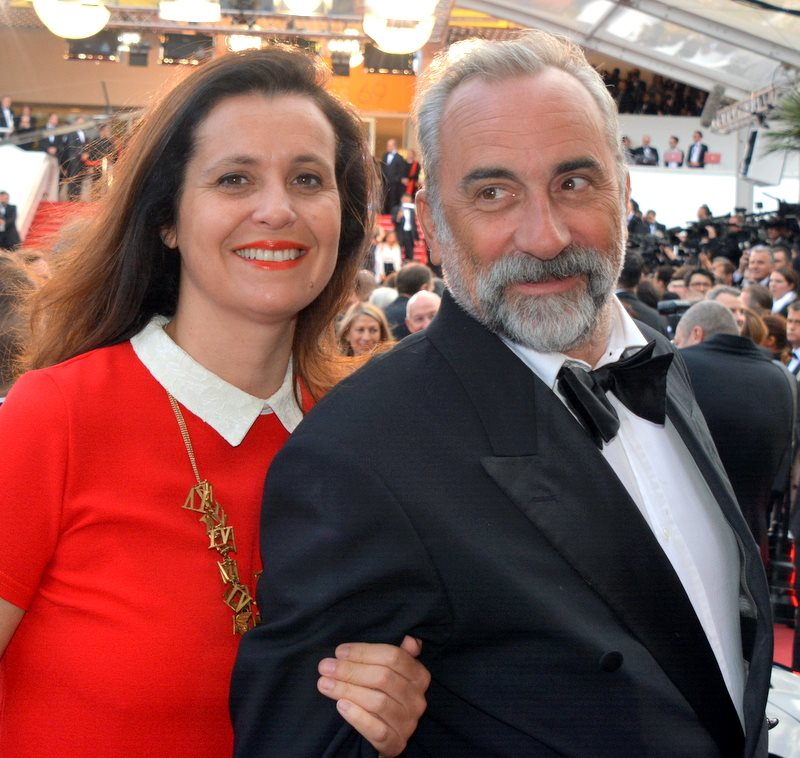
Antoine Duléry et Pascale Pouzadoux au festival de Cannes 2016.

À partir de 2006, grâce au rôle du commissaire Larosière dans les séries Petits Meurtres en famille et Les Petits Meurtres d'Agatha Christie, il devient réellement populaire et sa carrière décolle à la télévision comme au cinéma.
En 2013, il remonte sur les planches pour un spectacle d'imitations, qu'il intitule Antoine Duléry fait son cinéma mais au théâtre.
Le 27 juin 2017, il est animateur star, aux côtés de la chanteuse Shy'm dans l'émission Les Copains d'abord chantent l'été sur France 2. En mai 2019, il se joint aux Grosses Têtes créées par Philippe Bouvard et présentées par Laurent Ruquier.
En août 2023, il participe à l'émission de télévision La Photo parfaite sur M6.
La même année, il est annoncé président du jury du Festival Films courts de Dinan, du 15 au 19 novembre 2023, aux côtés du réalisateur Nathan Ambrosioni et de l'actrice Marie Papillon.
En décembre 2023, il est signataire de la tribune en soutien à Gérard Depardieu alors accusé de viol, agression sexuelle et harcèlement sexuel.

### Vie privée
Antoine Duléry a été en couple avec Isabelle Mergault.
En 1994, après un divorce avec une styliste et une liaison avec l'actrice Mathilde Seigner, il rencontre Pascale Pouzadoux avec qui il a eu deux garçons (Raphaël en 1997 et Lucien en 2003),.
Très attaché à l'île de Bréhat, où il passait beaucoup de temps pendant son enfance et où ses grands-parents sont enterrés, Antoine Duléry y possède une maison.

## Filmographie

### Comme acteur
- 1981 : Celles qu'on n'a pas eues de Pascal Thomas
- 1984 : Stress de Jean-Louis Bertuccelli
- 1986 : On a volé Charlie Spencer de Francis Huster : l'homme au clairon
- 1988 : Blanc de Chine de Denys Granier-Deferre : Bastien
- 1989 : Moitié-moitié de Paul Boujenah : Xavier
- 1989 : Comédie d'amour de Jean-Pierre Rawson : l'écrivain
- 1991 : Les Fleurs du mal de Jean-Pierre Rawson : Charles Baudelaire
- 1993 : Tout ça… pour ça ! de Claude Lelouch : Antoine, le patron du restaurant
- 1993 : Profil bas de Claude Zidi : Franck
- 1994 : Le Voleur et la Menteuse de Paul Boujenah
- 1994 : La Vengeance d'une blonde de Jeannot Szwarc : Alex
- 1995 : Les Misérables de Claude Lelouch : le voyou fou
- 1995 : Lumière et Compagnie, segment réalisé par Claude Lelouch
- 1996 : L'Échappée belle d'Étienne Dhaene : Clovis Delmotte
- 1996 : Hommes, femmes, mode d'emploi de Claude Lelouch
- 1997 : La Ballade de Titus de Vincent de Brus : Monsieur Marsan
- 1998 : Ça reste entre nous de Martin Lamotte : Gilles
- 1999 : Du bleu jusqu'en Amérique de Sarah Lévy : le père de Martine
- 2000 : Meilleur Espoir féminin de Gérard Jugnot : Stéphane
- 2000 : Le Cœur à l'ouvrage de Laurent Dussaux : le professeur de théâtre
- 2001 : Grégoire Moulin contre l'humanité d'Artus de Penguern : Emmanuel Lacarrière
- 2002 : Sexes très opposés d'Éric Assous : Cyril
- 2003 : Toutes les filles sont folles de Pascale Pouzadoux : Raoul
- 2004 : Mariages ! de Valérie Guignabodet : Hugo
- 2004 : Mariage mixte d'Alexandre Arcady : Jo
- 2004 : Clara et moi d'Arnaud Viard : BT
- 2004 : Les Parisiens de Claude Lelouch : un restaurateur
- 2005 : Brice de Nice de James Huth : Micky la légende
- 2005 : Le Courage d'aimer de Claude Lelouch : un patron de bar-tabac escroc
- 2005 : L'Anniversaire de Diane Kurys : Charlie
- 2006 : Jean-Philippe de Laurent Tuel : Chris Summer
- 2006 : Camping de Fabien Onteniente : Paul Gatineau
- 2008 : Les Dents de la nuit de Stephen Cafiero et Vincent Lobelle : Lefranc
- 2008 : Magique de Philippe Muyl : Auguste
- 2008 : Mes stars et moi de Lætitia Colombani : le lieutenant Bart
- 2009 : De l'autre côté du lit de Pascale Pouzadoux : Maurice
- 2009 : Un homme et son chien de Francis Huster : l'ami de Jeanne
- 2009 : Victor de Thomas Gilou : Guilaume Saillard
- 2010 : Camping 2 de Fabien Onteniente : Paulo Gatineau
- 2011 : La Croisière de Pascale Pouzadoux : Raphie
- 2011 : Des vents contraires de Jalil Lespert : Alex
- 2012 : Sea, No Sex and Sun de Christophe Turpin : Pierre
- 2013 : Le Renard jaune de Jean-Pierre Mocky : Léo
- 2014 : Salaud, on t'aime de Claude Lelouch : le nouveau propriétaire
- 2015 : La Dernière Leçon de Pascale Pouzadoux : Pierre
- 2016 : Camping 3 de Fabien Onteniente : Paul Gatineau
- 2017 : Chacun sa vie de Claude Lelouch : Monsieur le Maire
- 2017 : Bienvenue au Gondwana de Mamane : Delaville
- 2019 : Edmond d'Alexis Michalik : l'arrogant
- 2021 : Alors on danse de Michèle Laroque : Paul
- 2022 : Maison de Retraite de Thomas Gilou : Daniel Ferrand
- 2022 : Umami de Slony Sow : Robert
- 2024 : Nice Girls de Noémie Saglio

#### Doublage
- 2007 : Bee Movie : Drôles d'abeille de Steve Hickner et Simon J. Smith : Adam Flayman[13]
- 2016 : Ozzy, la grande évasion d'Aberto Rodríguez : Chester[14]

#### Courts métrages
- 1995 : Descente de Philippe Haïm
- 1996 : Les Voisins d'Artus de Penguern
- 1998 : La Polyclinique de l'amour d'Artus de Penguern
- 1998 : Si le shampoing était illégal... (Drame capillaire) de Nick Quinn
- 1999 : Faire part de Philippe Caroit
- 1999 : Si les poules avaient des dents de Pierre Dugowson
- 2000 : À deux pas de la comète d'Alexandre Mehring
- 2002 : Chantage de Christelle Lamarre
- 2003 : La Vraie Nature d'Alexandre Mehring
- 2012 : Chapeau de Jean-Pierre Mocky
- 2019 : Thomas de Julien Camy : Pierrot
- 2020 : Délit d'innocence de Mickaël Gauthier : Jacques

### Télévision
- 1981 : La Vie des autres de Gilles Legrand : Collomb  (épisode Christophe)
- 1982 : Mersonne ne m'aime : Un journaliste
- 1988 : Palace : Un pêcheur
- 1988 : Sueurs froides : L'inspecteur (épisode Donnant donnant)
- 1989 : David Lansky (série télévisée)(épisode Le gang des limousines")
- 1989 : Imogène : Gérard Borde (épisode Ne vous fâchez pas, Imogène)
- 1992 : Papa veut pas que je t'épouse de Patrick Volson : Bruitou
- 1992 : Odyssée bidon de Don Kent : Charles-Henry Lemonnier
- 1993 : Le JAP, juge d'application des peines : Tony Cachan (épisode Les dangers de la liberté)
- 1993 : Navarro : Leblanc (épisode L'honneur de Navarro)
- 1993 : Ascension Express de Nicolas Ribowski : David
- 1994 : La récréation de Nicolas Ribowski : Bocquet
- 1995 : Le Retour d'Arsène Lupin : Victor (épisode La robe de diamants)
- 1995 : François Kléber : Zappa (épisode Le pas en avant)
- 1995 : Sixième classique de Bernard Stora : Michel
- 1995 : Une page d'amour de Serge Moati
- 1995 : Été brulant de Jérôme Foulon : Nicolaï
- 1996 : La rançon du chien de Peter Kassovitz : Colonna
- 1996 : Le secret d'Iris d'Élisabeth Rappeneau : Phil
- 1996 : Le Marché du sport de Luc Béraud : Bruno Massena
- 1997 : L'Amour dans le désordre d'Élisabeth Rappeneau : Francis
- 1997 : La Mère de nos enfants de Jean-Louis Lorenzi
- 1998 : Deux mamans pour Noël de Paul Gueu : Eric
- 1999 : Juliette de Jérôme Foulon : Michel Dastier
- 1999 : Maison de famille de Serge Moati : Daniel Galibert
- 2000 : La Femme de mon mari de Charlotte Brändström : Bruno
- 2000 : Chacun chez soi d'Élisabeth Rappeneau : François
- 2000 : Lyon police spéciale : Roman (épisodes Apprivoisement et L'affaire Paoli)
- 2001 : L'Aîné des Ferchaux de Bernard Stora : Andréani
- 2001 : Tel épris de Fabien Onteniente : Antoine
- 2002 : Une autre femme de Jérôme Foulon : Pierre
- 2002 : Les Rencontres de Joelle de Patrick Poubel : Jacques Meslien
- 2003 : Les Robinsonnes de Laurent Dussaux : Jean-Claude
- 2004 : Commissaire Moulin : Pontet-Mondot (épisode Bandit d'honneur)
- 2004 : Caution personnelle de Serge Meynard : Vincent Roussel
- 2005 : Fête de famille de Lorenzo Gabriele : Marc
- 2005 : La famille Zappon : Henri
- 2005 : Confession d'un menteur de Didier Grousset : Romain Scanga / Roland
- 2006 : Petits Meurtres en famille : Commissaire Larosière
- 2006 : Le caprice des cigognes de Christiane Lehérissey : Louis
- 2007 : L'Affaire Ben Barka de Jean-Pierre Sinapi : Leroy-Finville
- 2009 : Éternelle de Didier Delaître : Lieutenant Gir
- 2009 : Pas de toit sans moi de Guy Jacques : Paul
- 2009 - 2012 : Les Petits Meurtres d'Agatha Christie : le commissaire Jean Larosière (saison 1)
- 2013 : Un homme au pair de Laurent Dussaux : Maxime
- 2013 : Scènes de ménages : Daniel Planchon (épisode Entre amis)
- 2013 : Vaugand : Julien Bremont (épisode La Place du Mort)
- 2014 : Meurtres au Pays basque d'Éric Duret : le commissaire Vincent Becker
- 2014 : Famille et Turbulences d'Éric Duret : Tom Brousse
- 2014 : Accusé : Pierre Adamas (épisode L'Histoire de Claire)
- 2015 : La Boule noire de Denis Malleval : Guy Carnot
- 2015 : Meurtres à Guérande d'Éric Duret : le commissaire Vincent Becker
- 2015 : La Mort d'Auguste de Denis Malleval : Ferdinand Mature
- 2015 : Les Yeux ouverts de Lorraine Lévy : François
- 2015 : Frères à demi de Stéphane Clavier : Didier Duval
- 2016 : Lebowitz contre Lebowitz de Frédéric Berthe : Simon Lebowitz
- 2016 : Frères à demi de Stéphane Clavier : Didier Vidal
- 2017 : Mystère à l'Opéra de Léa Fazer : Julien Meursault
- 2017 : Le Sang des Îles d'Or de Claude-Michel Rome : Arthur Balestri
- 2017 : À la dérive de Philippe Venault : Leroy
- 2017 : Quand je serai grande je te tuerai de Jean-Christophe Delpias : Alexandre Chevin
- 2018 : Crimes parfaits de Christophe Douchand : Renaud Delaunay (saison 1, épisodes 3 : Mise en scène et 4 : Aux abois)
- 2018 : Cassandre de Hervé Renoh : David Chalmont (saison 2, épisode 1 : Retour de flamme)
- 2018 : Un mensonge oublié d'Éric Duret : Antoine Bricourt
- 2018 : Les Fantômes du Havre de Thierry Binisti : Guy Rohan
- 2019 : Les Ombres rouges de Christophe Douchand : Jacques Garnier
- 2019 : Moi, grosse de Murielle Magellan : Jacques
- 2019 : Myster Mocky présente de Jean-Pierre Mocky (épisode Motus operandi)
- 2019 : Le Bazar de la Charité d'Alexandre Laurent : Auguste de Jeansin
- 2019 : Les Petits Meurtres d'Agatha Christie : Maurice Larosière (saison 2, épisode 27 : Un cadavre au petit déjeuner)
- 2020 : Crimes parfaits de François Guérin : Renaud Delaunay (saison 2, épisodes 11 : Un plat qui se mange froid et 12 : Pas de fumée sans feu)
- 2020 : H24 d'Octave Raspail et Nicolas Herdt : Michel Garnier
- 2020 : Avis de tempête de Bruno Garcia : Commissaire Bertier
- 2020 : Il était une fois à Monaco de Frédéric Forestier : M. Zimmer
- 2021 : La Fille dans les bois de Marie-Hélène Copti : Eric
- 2021 : Liés pour la vie de Jean-Marc Rudnicki : Jérôme Maillard
- 2021 : Une si longue nuit de Jérémy Minui : Vlad
- 2022 : L'Île prisonnière d'Elsa Bennett et Hippolyte Dard : Jaouen Leguen
- 2022 : L'Amour (presque) parfait de Pascale Pouzadoux : Vincent
- 2022 : La Maison d'en face de Lionel Bailliu : Hugo Desmoulins
- 2022 : Tous Inconnus de Nicolas Hourès : lui-même
- 2023 : Une confession d'Hélène Fillières : Dr Michel Flamand
- 2023 : Un gars, une fille (au pluriel) : Un gars
- 2024 : R.I.P. Aimons-nous vivants ! de Frédéric Berthe : Claude Sorda
- 2024 : Père Noël à domicile de Manu Joucla : Commissaire de Police
- 2025 : Erica : Charles le Bihan (épisode La princesse des glaces)
- 2025 : Bellefond (épisode Le Prix de la vie) : Jean Colignon

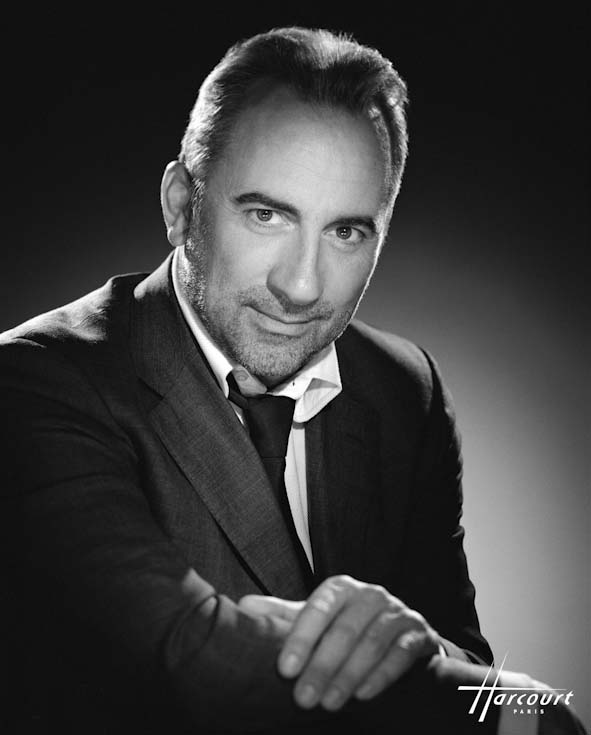
Antoine Duléry par le Studio Harcourt en 2006.

### Clips
- 1991 : Place des grands hommes, vidéo-clip de la chanson de Patrick Bruel
- 2000 : Pour la vie, vidéo-clip de la chanson de Patrick Bruel
- 2016 : Les Grands Boulevards, reprise vidéo-clip de la chanson d'Yves Montand

### Comme scénariste et dialoguiste
- 2003 : Toutes les filles sont folles, de Pascale Pouzadoux

### Festival
- 2003 : Jury du Festival européen du court métrage de Bordeaux

## Théâtre
- 1985 : Impasse-Privé de Christian Charmetant et Antoine Duléry, mise en scène Michel Berto, théâtre de l'Athénée
- 1985 : Le Cid de Corneille, mise en scène Francis Huster, théâtre Renaud-Barrault
- 1986 : Diderot et l'abbé Barthélémy d'après Denis Diderot, mise en scène Jacques Spiesser, théâtre Renaud-Barrault
- 1987 : Richard de Gloucester de William Shakespeare, mise en scène Francis Huster, théâtre Renaud-Barrault
- 1987 : Normal heart de Larry Kramer, mise en scène Raymond Acquaviva
- 1989 : Lorenzaccio d'Alfred de Musset, mise en scène Francis Huster
- 1990 : Maison de poupée d'Henrik Ibsen, mise en scène Isabelle Nanty
- 1996 : La Puce à l'oreille de Georges Feydeau, mise en scène Bernard Murat, théâtre des Variétés
- 1997 : La Puce à l'oreille de Georges Feydeau, mise en scène Bernard Murat, théâtre des Variétés
- 2012 : Colors d'Esteban Perroy et Franck Porquiet, théâtre du Gymnase Marie-Bell
- 2022 : Par Le Bout du Nez de Matthieu Delaporte et Alexandre de la Patellière, avec François Berléand au Théâtre-Libre

## Seul en scène
- 2013 : Antoine Duléry fait son cinéma mais au théâtre qu'il crée au théâtre La Fontaine d'Argent à Aix-en-Provence[15] puis au Festival d'Avignon off
- 2014 : Antoine Duléry fait son cinéma mais au théâtre, Le Grand Point-Virgule
- 2017 : Antoine Duléry refait son cinéma, théâtre de la Gaîté-Montparnasse
- 2025 : Antoine Duléry lit entre les lignes, spectacle de clôture du 3e Salon du Livre de Forbach

## Distinctions

### Décoration
- 2012 :  Chevalier de l'ordre des Arts et des Lettres [16]

### Récompense
- 2002 : meilleur acteur au Festival du Film de Comédie de Monte Carlo (it)[17].

## Publication
- Imitacteur, Paris, Cherche Midi, 2020, 168 p., préfacé par Claude Lelouch